# Eugenia cotinifolia
Eugenia cotinifolia är en myrtenväxtart som beskrevs av Nikolaus Joseph von Jacquin. Eugenia cotinifolia ingår i släktet Eugenia och familjen myrtenväxter. Inga underarter finns listade i Catalogue of Life.